# 麻生津村 (福井県)
麻生津村（あそうづむら）は、かつて福井県足羽郡にあった村。現在の福井市中心部の南方、福井鉄道福武線の沿線にあたる。

## 地理
- 山岳：文殊山、城山、橋立山
- 河川：日野川、朝六ツ川

## 歴史
- 1889年（明治22年）4月1日 - 町村制の施行により、足羽郡引目村、杉谷村、中荒井村、今市村、浅水二日町村、浅水村、真木村、三十八社村、下江尻村、上江尻村、中野村、花守村、三尾野村、冬野村、安保村、鉾ヶ崎村、主計中村、末広村、森行村、三本木村、徳尾村、生野村及び角原村の区域をもって、足羽郡麻生津村が発足する。
- 1957年（昭和32年）10月1日 - 福井市に編入する。

## 交通

### 鉄道
- 福井鉄道
  - 福武線
    - 三十八社駅 - 浅水駅

現在は旧村域に泰澄の里駅・ハーモニーホール駅・清明駅が所在するが、当時は未開業。また、村域を日本国有鉄道の北陸本線が通過したが、駅は所在しなかった。

### 道路
- 国道8号

現在は旧村域を北陸自動車道が通過するが、当時は未開通。

## 著名な出身者
- 増永伍作（実業家、福井県の眼鏡産業の祖）
- 増永五左衛門（実業家、福井県の眼鏡産業の祖）
- 増永幸八（実業家、福井県の眼鏡産業の祖）
- 増永末吉（大工）